# 鄧文傑
鄧文傑（英語：Tang Man-Kit），香港政治人物，曾任富泰及良景社區主任，曾為鄭松泰元朗雞地地區辦事處主任。曾為城邦派政治組織熱血公民成員。

## 地區工作

### 良景市集管理良莠不齊
2016年2月2日起至2月10日農曆新年期間晚上，屯門良景邨夜市小販與「管理員」發生衝突，鄧文傑於2018年7月9日出席立法會小組委員會會議，並批評公屋街市管理狀況欠佳，提到2016年良景邨小販衝突事件，當時領展外判管理商疑因不滿良景小販與街市熟食檔「爭生意」，遂派出疑似有黑社會背景的「管理員」，驅趕良景小販，最終更釀成流血衝突，居民出入人心惶惶。然而，事件最後不了了之。鄧文傑不滿領展外判商無法無天，良景市集儼如「無王管」，促請政府必須介入處理。

### 良景橫樑偷工減料
超級颱風山竹在2018年9月15至18日橫掃香港，鄧文傑在9月19日於良景邨巡視區內風災後的情況。期間發現，良景市集及方王錦全小學之間的涼亭，其中一條受損的橫樑，竟露出大片發泡膠，鄧文傑要求房署及管理公司交代事件，徹查是否有人偷工減料，漠視居民安危，並追究責任。

### 關注青田遊樂場噪音問題
近年青田遊樂場常有曲藝團體在晚間發出噪音，附近居民告訴鄧文傑噪音造成嚴重滋擾。鄧文傑在2018年10月1日到場了解，發現康文署執法不力，外判保安員數目不足以及沒有能力執法，縱容噪音持續。鄧文傑要求康文署及相關部門加強執法，還居民寧靜社區。

### 關注兆隆苑增加管理費事宜
2018年11月4日兆隆苑舉行業主大會，鄧文傑獲業主授權出席大會，議案包括管理費加價事宜，由於上次大會鄧文傑及部份業主發現選票上只提供加價18%、20%和22%三個選擇，故今次法團額外增添了加價5%、10%和15%的選項。投票後有逾八成投票業主支持增加管理費，大會隨即表決管理費加價幅度，在點票期間，鄧文傑再發現有一選票代表了2,083份業權，佔在場業權份數三成多，該票支持加價10%，結果以五成多業權壓倒了有三成多業權所選擇加幅最低的5%。

### 保護受傷柴犬
2019年5月17日下午，一隻雄性柴犬於屯門良景邨衝出馬路，其後被發現右腳受傷，鄧文傑將受傷狗隻送往屯門一間獸醫診所診治。

### 反送中衝突中組織義務車隊義載
2019年7月上旬，反對逃犯條例修訂草案運動持續，香港各區出現警民衝突事件，2019年7月元朗襲擊事件發生令大批市民在港鐵站受到襲擊，鄧文傑以鄭松泰元朗地區辦事處主任身份，組織自發志同道合的義工，組成義務安全車隊，在沒有公共交通服務下，接載元朗、天水圍及屯門居民由示威區安全回家。

## 參與選舉

### 2019年香港區議會選舉
鄧文傑參與2019年的區議會選舉，參選地區為屯門區議會的良景選區，其餘兩位候選人分別是屯門社區網絡的王德源以及尋求連任的民建聯當區區議員程志紅，最後鄧僅奪得303票而敗給王德源。

### 歷屆選舉結果
| 政党   | 政党         | 候选人    | 票数  | %     | ±      |
| ------ | ------------ | --------- | ----- | ----- | ------ |
|        | 民建聯       | ①. 程志紅 | 2,697 | 38.13 | -26.59 |
|        | 屯門社區網絡 | ②. 王德源 | 4,073 | 57.59 | 不適用 |
|        | 熱血公民     | ③. 鄧文傑 | 303   | 4.28  | 不適用 |
| 多数票 | 多数票       | 多数票    | 1,376 | 19.45 | 不適用 |

## 資料來源與註釋
1. ↑  . 立場新聞.   [2017-06-11]. （原始内容存档于2017-07-07） （中文）.
2. ↑  . 東方日報.   [2020-02-25]. （原始内容存档于2020-04-29） （中文）.
3. ↑  鄧文傑：領展外判商疑派黑幫管治 良景市集「無王管」
4. ↑  鄧文傑：良景疑建豆腐渣涼亭 風災後驚見發泡膠橫樑
5. ↑  .   [2019-09-09]. （原始内容存档于2019-05-23）.
6. ↑  .   [2019-10-16]. （原始内容存档于2019-10-16）.
7. ↑  . 晴報. 2019-05-17  [2019-10-18]. （原始内容存档于2019-10-18）.
8. ↑  . 香港01. 2019-07-22  [2019-09-14]. （原始内容存档于2019-07-24）.
9. ↑  .   [2019-10-18]. （原始内容存档于2019-10-16）.

1. ↑  熱血公民不屬於本土派[1]，並與民主派有明顯、嚴重分歧[2]。